# Dysoxylum glandulosum
Dysoxylum glandulosum là một loài thực vật có hoa trong họ Meliaceae. Loài này được Talbot mô tả khoa học đầu tiên năm 1894.